# Forncauquieret
Forcauqueiret (en francès Forcalqueiret) és un municipi francès situat al departament del Var i a la regió de Provença – Alps – Costa Blava.

## Demografia
| 1962                                       | 1968 | 1975 | 1982 | 1990  | 1999  | 2006  |
| ------------------------------------------ | ---- | ---- | ---- | ----- | ----- | ----- |
| 163                                        | 215  | 315  | 744  | 1.313 | 1.665 | 2.039 |
| Des de 1962: població sense dobles comptes |      |      |      |       |       |       |

## Administració
| Període   | Identitat        | Partit |
| --------- | ---------------- | ------ |
| 2001-2008 | Benjamin Philip  |        |
| 2008-     | Jean-Claude Peda |        |